# Kreuzigungsbildstock (Volkach, um 1460)

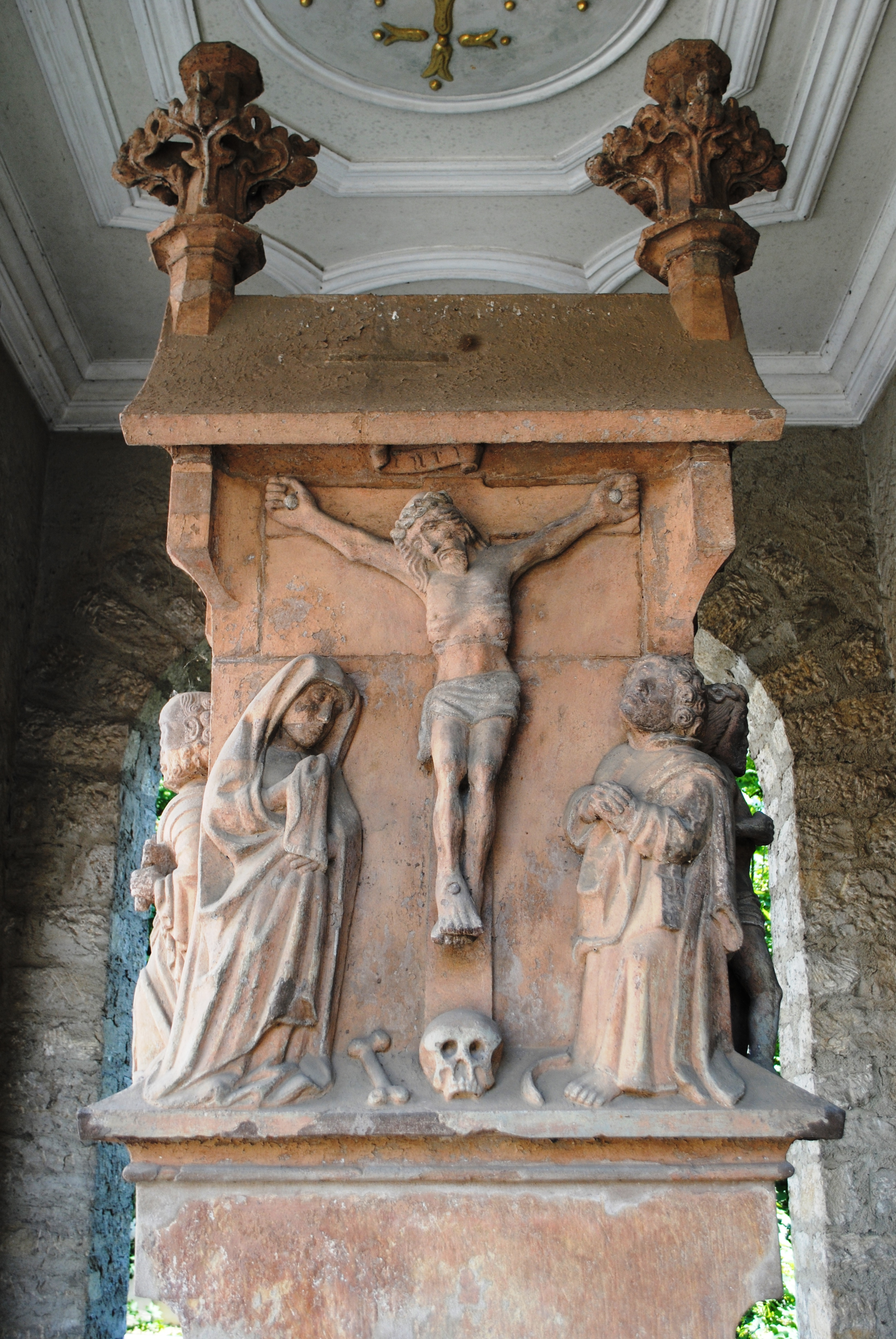
Der Kreuzigungsbildstock in Volkach

Der Kreuzigungsbildstock aus der Zeit um 1460 in Volkach ist die älteste Marter in der unterfränkischen Stadt. Er befindet sich in der Unteren Vorstadt an der Josef-Wächter-Straße.

## Geschichte
Die Geschichte des Bildstocks ist eng mit der Kirche Maria im Weingarten vor der Stadt Volkach verbunden. Die Kirche, ursprünglich Urpfarrkirche der Siedlung Volkach, war im Mittelalter eine wichtige Marien-Wallfahrtsstätte im Bistum Würzburg. Die Pilger besuchten zunächst die Stadt und zogen dann durch das Gaibacher Tor zur Wallfahrtskirche auf dem Kirchberg hinaus. Wahrscheinlich wurde der Bildstock errichtet, um den Wallfahrern eine erste Gebetsstation zu bieten.
Der Stock entstand um das Jahr 1460 und wurde von unbekannten Stiftern gespendet. Ursprünglich stand er an einer anderen Stelle in der Unteren Vorstadt, erst 1968 versetzte man ihn wegen Straßenbaumaßnahmen an den heutigen Standort. Die offene Kapelle, mit der er heute überbaut ist, wurde erst zur Barockzeit errichtet. Eine weitere Veränderung nahm man vor, als man das ebenfalls dort befindliche Steinkreuz an die Hallburgkippe versetzte. Der Bildstock ist als Baudenkmal eingeordnet.

## Beschreibung
Die schlichte Kapelle, die den Bildstock umgibt, wurde aus Bruchsteinen geschaffen und besteht aus vier rundbogigen Säulen. Sie schließt mit einem schlichten Walmdach ab. Im Inneren ist die Decke mit dem Monogramm IHS verziert und wird von einer Stuckzier umrahmt. Der Bildstock aus rot-braunem Sandstein steht zentral innerhalb der Kapelle. Er besteht aus einem Postament, einem Sockel und einem rechteckigen Aufsatz. Er läuft in einem Satteldach aus, das von zwei Kreuzblumen bekrönt wird.
Das keilförmige Postament leitet zum 1,73 m hohen Pfeiler über. Der Aufsatz hat dagegen eine Höhe von 2 m. Auf der Nordseite ist ein Relief der Kreuzigung Christi zu erkennen. Der Gekreuzigte wird von zwei Assistenzfiguren eingerahmt. Im Süden ist der heilige Michael als Seelenwäger mit erhobenem Schwert und Waage, dargestellt. Die östliche Schmalseite zeigt den heiligen Petrus, sein Attribut, der Schlüssel, existiert allerdings nicht mehr. Im Westen steht der auferstandene Christus.